# Osmo Vänskä
Osmo Vänskä, nome alla nascita Osmo Antero Vänskä (Sääminki, 28 febbraio 1953), è un clarinettista, direttore d'orchestra e compositore finlandese.

## Biografia
Ha iniziato la sua carriera musicale come clarinettista orchestrale nell'Orchestra Filarmonica di Turku (1971-76). Divenne poi il clarinetto principale della Filarmonica di Helsinki dal 1977 al 1982. Durante questo periodo iniziò a studiare direzione d'orchestra con Jorma Panula all'Accademia Sibelius, dove tra i suoi compagni di classe c'erano Esa-Pekka Salonen e Jukka-Pekka Saraste. Nel 1982 ha vinto il Concorso internazionale Besançon per giovani conduttori.
Vänskä diventò direttore ospite principale dell'Orchestra Sinfonica di Lahti nel 1985 e direttore principale nel 1988. Concluse il suo incarico con la Orchestra Sinfonica di Lahti nel 2008 ed è ora il direttore laureato dell'Orchestra. La sua serie completa di sinfonie di Sibelius con l'Orchestra Sinfonica di Lahti, anch'essa con l'etichetta della BIS, ha raccolto ampi consensi. Ha registrato molto con l'orchestra Lahti per l'etichetta BIS, tra cui musica di Kalevi Aho, Einojuhani Rautavaara, Bernhard Crusell, Uuno Klami, Tauno Marttinen, Robert Kajanus, Sofia Gubaidulina, Joonas Kokkonen, Jan Sandström, Jean Sibelius, and Fredrik Pacius.
Vänskä è stato direttore principale dell'Orchestra Sinfonica Islandese dal 1993 al 1996. Nel 1996 è stato nominato direttore principale dell'Orchestra Sinfonica Scozzese della BBC (BBCSSO) ed ha lavorato in quel ruolo fino al 2002. Con la BBCSSO ha realizzato la registrazione completa delle sinfonie di Carl Nielsen per l'etichetta BIS. Nel giugno 2014 l'Orchestra Sinfonica Islandese annunciò il ritorno di Vänskä all'orchestra come suo prossimo direttore principale ospite, a valere dalla stagione 2014-2015.
Nel 2003, Vänskä divenne il direttore musicale dell'Orchestra del Minnesota. Lui e l'orchestra ricevettero elogi da parte della critica e si ritiene che generalmente abbia migliorato la qualità dell'orchestra. Nel 2004 Vänskä e l'Orchestra del Minnesota iniziarono un progetto quinquennale per registrare le sinfonie complete di Beethoven sull'etichetta BIS. Nel 2005 Vänskä ha firmato un'estensione del contratto con l'Orchestra del Minnesota fino almeno al 2011. Nel settembre 2009 l'orchestra annunciato l'estensione del contratto di Vänskä fino alla stagione 2014-2015. Annunciò le sue dimissioni il 1º ottobre 2013, un anno dopo che la direzione ebbe bloccato i musicisti in una lunga disputa sul lavoro. Nel gennaio 2014 Vänskä e l'Orchestra del Minnesota vinsero un Grammy per la migliore interpretazione orchestrale relativamente all'album delle Sinfonie n. 1 e 4 di Sibelius. Fu rinominato direttore musicale dell'Orchestra del Minnesota nell'aprile 2014 con un contratto di due anni, che fu prorogato nel maggio 2015 fino all'agosto 2019. Nel luglio 2017 l'orchestra ha annunciato un'ulteriore estensione del contratto di Vänskä fino alla stagione 2021-2022.
Nel maggio 2008 un brano orchestrale composto da Vänskä intitolato "The Bridge" è stato presentato in anteprima dalla Metropolitan Symphony Orchestra, guidata da William Schrickel, assistente principale bassista dell'Orchestra del Minnesota. Lo stesso Vänskä partecipò alla prima mondiale.

## Vita privata
Vänskä è stato sposato due volte. Lui e la sua ex moglie Pirkko, un critico teatrale freelance, hanno tre figli grandi, uno dei quali, Olli Vänskä, suona il violino nel gruppo folk metal finlandese Turisas. La coppia si è separata nel 2009. Nell'aprile 2015 Vänskä ha sposato Erin Keefe, primo violino della Minnesota Orchestra. Ha una residenza a Minneapolis. Nella vita privata uno dei suoi hobby è andare in motocicletta.